# 興津バスストップ

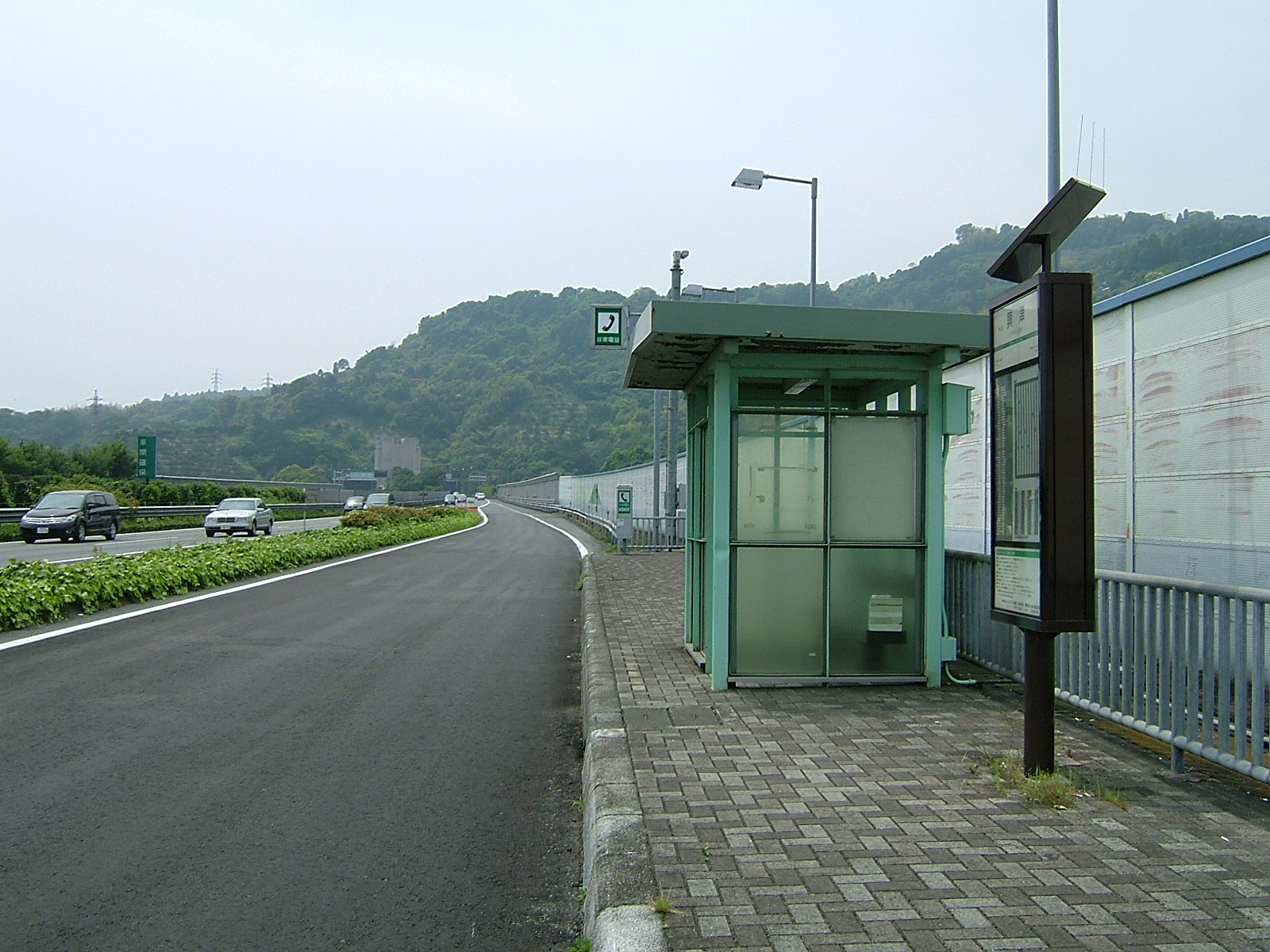
興津バスストップ（上り線）

興津バスストップ（おきつバスストップ）は、静岡県静岡市清水区の東名高速道路本線上にあるバス停である。東名興津（とうめいおきつ）とも言う。
東名ハイウェイバスの急行便が全便停車する。

## 歴史
- 1969年6月10日 : 開設

## 停車する路線
- 東名ハイウェイバス（東京 - 御殿場 - 静岡）（JRバス関東、JR東海バス）

## 隣接のバス停
- 東名ハイウェイバス、富士急シティバス沼津中部国際空港線（2006年10月1日より休止）
清水BS - 興津BS - 蒲原BS
なお、蒲原BSとの間の由比PAに以前、由比BSが併設されていたが廃止となっている。

## 乗り換え
- しずてつジャストライン ＪＡ興津支所前バス停
- JR東海道本線 興津駅

## 距離
- 東京駅から158.4 km